# Abdoulaye Kapi Sylla
Abdoulaye Kapi Sylla (né le 15 septembre 1982) est un footballeur guinéen. Il a joué pour l'AS Moulins, l'AS Yzeure, ainsi que le Club industriel de Kamsar

## Biographie
Entre 2001 et 2004 il a joué au Tours FC. Il a joué avec l'équipe première et l'équipe réserve du club.
En 2004 il signe a l'AS Moulins en CFA. La saison suivante le club monte en National.
En 2007 il signe chez le club voisin à AS Yzeure. Il joue 60 matches et marque deux buts avec ce club. En 2011, il est de retour a l'AS Moulins. Il joue 22 matches en CFA. En 2012 il revient à l'AS Yzeure avant de partir en 2014.

### Sélections nationale
Il était membre de la sélection de Guinée lors de la CAN 2004, qui a terminé second de son groupe lors du premier tour de la compétition, avant de perdre en quart finale face au Mali.